# Diatraea cayennella
Diatraea cayennella is een vlinder van de familie van de grasmotten (Crambidae). De wetenschappelijke naam van deze soort is voor het eerst voorgesteld door Harrison Gray Dyar Jr. en Carl Heinrich in een publicatie uit 1927.
De soort komt voor in Frans-Guyana en Brazilië.